# اليوم العالمي لمكافحة التجارب النووية
اليوم العالمي لمكافحة التجارب النووية هو يوم يتم الاحتفال به لمناهضة التجارب النووية في 29 أغسطس. تم تأسيسه في 2 ديسمبر 2009 في الدورة الرابعة والستين للجمعية العامة للأمم المتحدة بموجب القرار 64/35 والذي اعتمد بالإجماع.

## القرار
يدعو القرار بشكل خاص إلى زيادة الوعي «بآثار تفجيرات تجارب الأسلحة النووية أو أي تفجيرات نووية أخرى والحاجة إلى وقفها كإحدى وسائل تحقيق هدف عالم خالٍ من الأسلحة النووية».
بدأت كازاخستان القرار مع العديد من مقدمي مشروع القرار والاحتفال به لإحياء ذكرى إغلاق موقع سيميبالاتينسك للتجارب النووية في 29 أغسطس 1991.
عقب إنشاء اليوم الدولي لمناهضة التجارب النووية التزمت جميع دول الأطراف في معاهدة عدم انتشار الأسلحة النووية في مايو 2010 «بتحقيق السلام والأمن في عالم خالٍ من الأسلحة النووية».

## المؤتمرات
في 15 سبتمبر 2014 عقدت سفارة كازاخستان في الولايات المتحدة في رعاية مشتركة مع جمعية رابطة الحد من الأسلحة ومنظمة الصليب الأخضر الدولية وسفارة كندا مؤتمر «اختبار الأسلحة النووية: التاريخ والتقدم والتحديات» للاحتفال بيوم الأمم المتحدة الدولي لمناهضة التجارب النووية تم انعقاد المؤتمر في الولايات المتحدة بمعهد السلام في واشنطن العاصمة حيث ركز هذا المؤتمر على مسألة اختبار الأسلحة النووية والطريق إلى الأمام لمعاهدة الحظر الشامل للتجارب النووية وأكد المشاركون في المؤتمر التزامهم بعدم انتشار الأسلحة النووية.

## ثقافة الشعوب
تحتفل الدول القومية وهي لعبة محاكاة الحكومة باليوم العالمي ضد التجارب النووية بطريقة مفاجئة في 29 أغسطس من كل عام حيث يتم منح الدول على استخدام الأسلحة النووية ضد بعضها البعض مما يؤدي إلى حرب نووية متعددة الأوجه وعنيفة. بدأ هذا التقليد بعد الظهور الأول للألعاب المصغرة على الموقع ليوم كذبة أبريل عام 2017 لجعل هذا الحدث منتظما.